# Bazarbek Donbay
Bazarbek Donbay (Ongutsik Qazaqstan, URSS, 11 de junio de 1979) es un deportista kazajo que compitió en judo. Ganó una medalla en los Juegos Asiáticos de 2002, y dos medallas en el Campeonato Asiático de Judo en los años 2004 y 2007.

## Palmarés internacional
| Juegos Asiáticos    | Juegos Asiáticos      | Juegos Asiáticos  | Juegos Asiáticos |
| Año                 | Lugar                 | Medalla           | Categoría        |
| ------------------- | --------------------- | ----------------- | ---------------- |
| 2002                | Busan (Corea del Sur) | Medalla de plata  | –60 kg           |
| Campeonato Asiático |                       |                   |                  |
| Año                 | Lugar                 | Medalla           | Categoría        |
| 2004                | Almatý ( Kazajistán)  | Medalla de oro    | –60 kg           |
| 2007                | Kuwait (Kuwait)       | Medalla de bronce | –60 kg           |